# 毛皮伞属
毛皮伞属为小皮伞科的一个属。该属的模式种为柄毛皮伞（Crinipellis stipitaria）。

## 下属物种
本属包括以下物种：